# سانتیاگو جوردانا
سانتیاگو جوردانا (انگلیسی: Santiago Giordana؛ زادهٔ ۳ مهٔ ۱۹۹۵) بازیکن فوتبال اهل آرژانتین است.